# Toxophora aurea
Toxophora aurea är en tvåvingeart som beskrevs av Macquart 1848. Toxophora aurea ingår i släktet Toxophora och familjen svävflugor. Inga underarter finns listade i Catalogue of Life.